# HD8285
HD8285 — хімічно пекулярна зоря спектрального класу A4, що має видиму зоряну величину в смузі V приблизно  8,9.
Вона  розташована на відстані близько 2764,0 світлових років від Сонця.